# باول أوغرادي
باول أوغرادي (بالإنجليزية: Paul O'Grady)‏ هو لاعب كرة قدم أسترالي في مركز الدفاع، ولد في 6 نوفمبر 1978 في سيدني في أستراليا. لعب مع سنترال كوست مارينرز وسيدني تايغرز وماركوني ستاليونز ونادي تامبينس روفرز ووولونغونغ وولفز.

## وصلات خارجية
- باول أوغرادي على موقع قاعدة بيانات كرة القدم.إي يو (الإنجليزية)
- باول أوغرادي على موقع Soccerway.com (الإنجليزية)